# Insluitsel

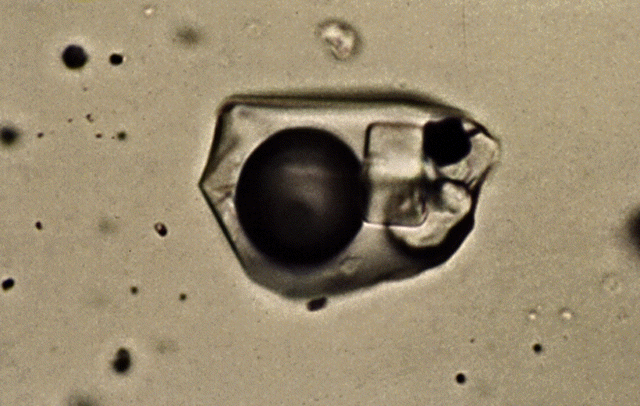
Een belvormig insluitsel in een mineraal met de grootte van de doorsnee van een haar. In de originele vloeistof waren veel metalen opgelost. Toen het mineraal na vorming afkoelde vormden door een neerslagreactie kristallen van haliet, sylviet, gips en hematiet. Door afkoeling kromp het insluitsel meer dan het omringende materiaal waardoor een holte ontstond.

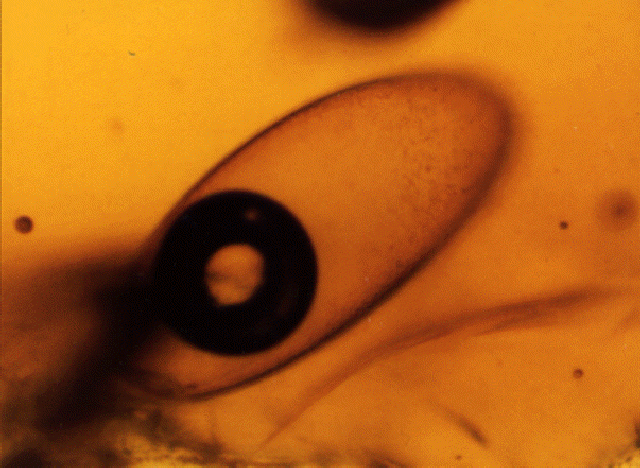
Een 84 miljoen jaar oude luchtbel ingesloten in amber (gefossiliseerde hars). Met een massaspectrometer kan de samenstelling van het insluitsel bepaald worden en daarmee de samenstelling van de atmosfeer ten tijde van de dinosauriërs.

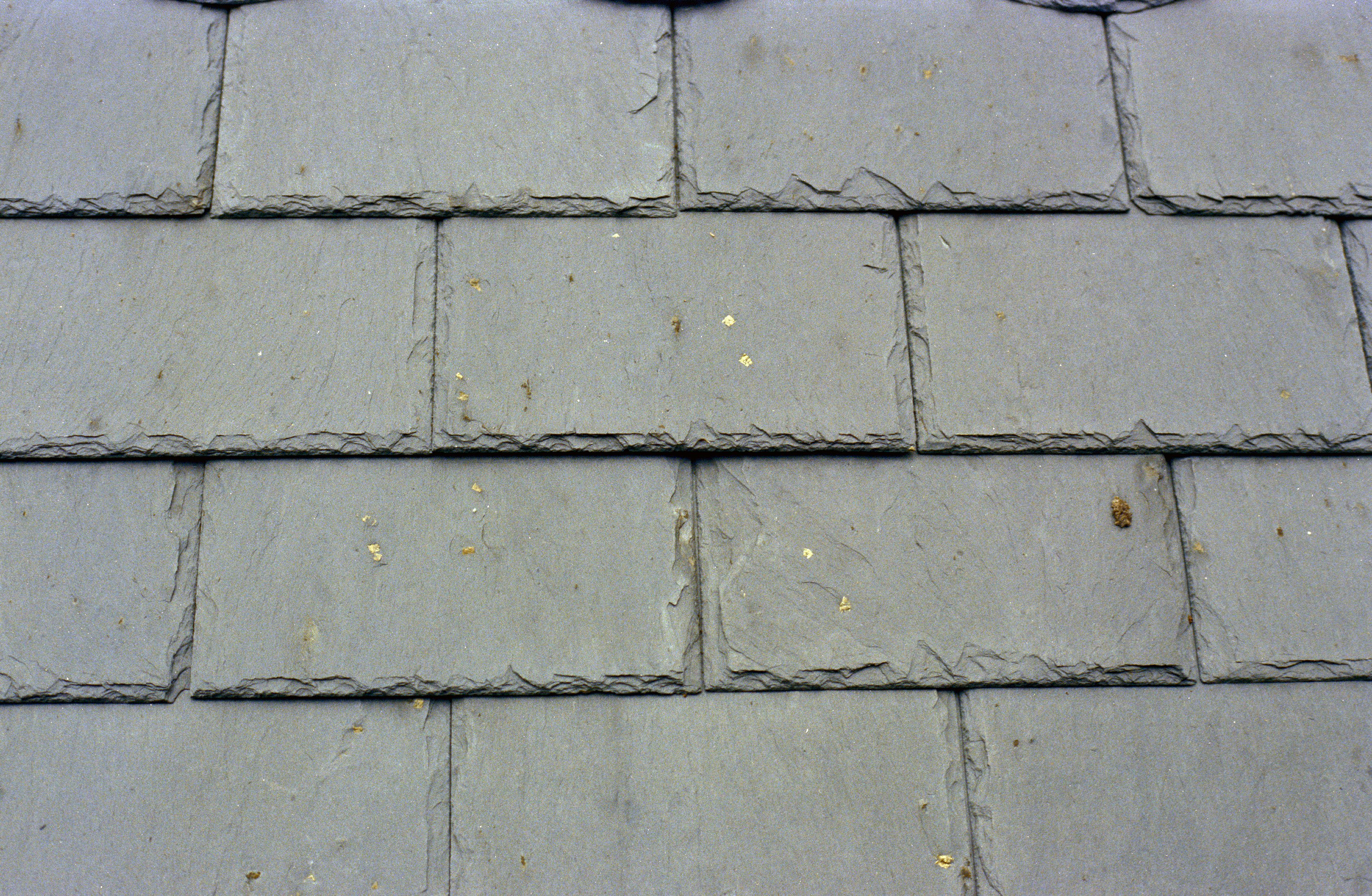
Insluitsels van pyriet in Franse leien op de Sebastiaankerk te Warffum.

Insluitsels zijn kleine stukjes ander materiaal die bij de groei van mineralen in het mineraal worden ingesloten. Insluitsels kunnen zowel vloeibaar (water, aardolie), gasvormig als vast zijn. In amber (eigenlijk geen mineraal) bewaarde insecten worden ook insluitsels genoemd. Insluitsels van gassen of vloeistoffen worden weleens vloeibare insluitsels genoemd (een scheve vertaling van het Engelse fluid inclusions).
Mineralen groeien meestal bij het afkoelen van een oververzadigde vloeistof. Bij de kristalgroei kunnen kleine druppels van de omringende vloeistof in het kristalrooster of in dichtgroeiende korrelgrenzen gevangen komen te zitten en ingesloten worden. Er bestaan naast deze primaire insluitsels, die al tijdens de kristalgroei ontstonden ook secundaire insluitsels, die na de vorming van het mineraal ontstaan zijn.
Insluitsels zijn meestal niet groter dan 0,1 tot 1 mm en zijn dan ook alleen onder de microscoop goed te bestuderen. Ze komen voor in zeer uiteenlopende situaties, zoals in kwarts- of calcietkristallen in hydrothermale aders, in amber maar ook in ijskristallen.
Bij edelstenen worden insluitsels meestal als ongewenst gezien, omdat ze het mineraal troebel maken. De waarde van bijvoorbeeld een diamant is groter, wanneer hij weinig insluitsels bevat.

## Mineralogisch onderzoek
De samenstelling van een insluitsel kan informatie geven over de omstandigheden op de plaats en tijd van de vorming van het mineraal. Hydrothermale (erts-) mineralen vormen meestal in waterige oplossingen. De ingesloten vloeistof kan informatie geven over de samenstelling, temperatuur en druk waaronder het mineraal kon groeien. Dit is interessante informatie voor mineralogen.
Vaak zijn twee of meer fasen in het insluitsel aanwezig. Als in een vloeibaar insluitsel een gasbel aanwezig is kan door het insluitsel te verhitten tot er maar één fase overblijft de temperatuur van de originele oplossing gevonden worden. Als microscopisch kleine kristallen in een insluitsel aanwezig zijn vertelt dit iets over de originele samenstelling van de originele oplossing.

## Paleoklimatologisch onderzoek
Bij kristallen die onder oppervlakte-omstandigheden vormden zijn gasvormige insluitsels meestal luchtbellen die bij de vorming gevangen werden. Deze insluitsels geven daarom informatie over de samenstelling van de atmosfeer in een ver verleden. Een voorbeeld zijn luchtbellen ingesloten in amber, waaruit informatie is gehaald over veranderingen in de samenstelling van de atmosfeer over de afgelopen 140 miljoen jaar (tot in het Jura). Zo is ontdekt dat de hoeveelheid zuurstof in de atmosfeer in het Krijt ongeveer 35% hoger lag dan tegenwoordig om aan het begin van het Tertiair plotselig tot het huidige niveau te dalen. Het is mogelijk dat dit verband heeft met de massa-extinctie op de overgang tussen het Krijt en Tertiair.
Amber kan ook in ondiep zeewater gevormd worden, in welk geval met inclusies de samenstelling van zeewater in het verre verleden onderzocht kan worden.
Een ander materiaal dat onder oppervlakte-omstandigheden vormt en gasinsluitsels bevat is ijs. Sinds 2,5 miljoen jaar geleden heerst op Aarde een ijstijd, dat wil zeggen dat er ijskappen bestaan in de gebieden rond de polen. In de ijskappen op Groenland en Antarctica ligt daarom informatie over de samenstelling van de atmosfeer over de afgelopen 2,5 miljoen jaar opgeslagen. Door het boren van ijskernen is men bezig deze informatie te onderzoeken. Aangezien de samenstelling van de atmosfeer invloed heeft op klimaatsverandering, staat het onderzoek naar deze insluitsels in ijskernen volop in de belangstelling.